# ロットレリン
ロットレリン（rottlerin）は、強力な大コンダクタンスカリウムチャネル (BKCa++) 開口薬の一種である。1994年に、東南アジアに生育する樹木クスノハガシワ（Mallotus philippensis）から単離された。
BKCa++は心筋細胞のミトコンドリア内膜で見られる。これらのチャネルを開くことは血管拡張における虚血後の変化に対して有益である。その他のBKCa++チャネル開口薬は虚血が原因となるミトコンドリアのカルシウム (Ca2+) の過負荷を制限することが報告されている。ロットレリンはまた、酸素ラジカル形成を低減することができる。

## 心筋保護液による再灌流における役割
Clementsらは、ロットレリンは冷却心筋保護下心停止後に緩衝液で灌流したラット摘出心臓の回復を改善することを報告している。大多数の患者は回復するが、一部は左室機能不全あるいは心房性収縮に部分的に原因がある低心拍出症候群を発症し、死亡率が高まる。

### 収縮性および血管効果
ロットレリンは血管効果とは独立して摘出心臓の収縮性を高め、また血管運動活性を通じて灌流を強める。ロットレリンによるBKCa++チャネルの活性化は冠状動脈平滑筋を弛緩させ、心臓麻痺後の心筋灌流を改善する。仮死心筋（myocarfial stunning; MS）は、酸化ラジカルによる損傷およびカルシウム過負荷と関連している。収縮異常は、酸化剤依存性損傷やミトコンドリア損傷を生むミトコンドリアにおけるカルシウム過負荷を通じて起こる。BKCa++チャネルはミトコンドリア内膜に存在しており、これらのチャネルの活性化はミトコンドリアにおけるK+ 蓄積を増加させることが提唱されている。これはミトコンドリアへのCa2+の流入を制限し、ミトコンドリアの脱分極と一時的な膜透過性遷移孔の開口を低減する。この結果、BKCa++チャネルを刺激しない時と比べてアポトーシスが減少するため、ミトコンドリア損傷が低減し、より優れた収縮性を示す。

### Akt活性化
ロットレリンはまた、心臓麻痺が誘導するAktのThr308残基のリン酸化を増強する。Aktの活性化はミトコンドリアの脱分極と一時的な膜透過性遷移孔を調節している。Clementsらは、AktはBKCa++の下流で機能し、その活性化は虚血再灌流障害後に有益と考えられることを見出している。心臓麻痺のロットレリンによる処置後の心筋機能の調節において、Aktがどのような特異的な役割を果たしていることかは不明である。

### 抗酸化作用
ロットレリンの抗酸化作用はこれまで示されているが、この作用がBKCa++チャネルの開口あるいはロットレリンのさらなる機構の原因であるかは不明である。Clementsらの研究ではロットレリンによる酸素依存的損傷は見られていない。

### その他のBKCa++開口薬
その他のBKCa++開口薬（NS1619、NS11021、DiCl-DHAA）は、虚血再灌流障害後の心保護効果を示すことが報告されている。ミトコンドリアのカルシウム過負荷、脱分極の減少、細胞生存率の増加、心臓全体の機能の改善が見られる。

## 効果のないPKCδ阻害剤
ロットレリンはプロテインキナーゼC (PKC) δの阻害剤として報告された（その他のPKCアイソザイムに対して5から13倍の選択性を示すと報告された）。PKCδは、虚血再灌流障害後の心機能の低下や細胞死、血管平滑筋収縮の促進および灌流の減少と関連している。しかしながら、PKCδ特異的阻害剤としてのロットレリンの役割は疑問が呈されている。In vitroでの研究に基づきPKCδ選択的阻害剤としてロットレリンを使用している研究例はあるが、一部の研究ではロットレリンはPKCδの活性を妨害せず、その他のキナーゼや非キナーゼタンパク質をin vitroにおいて妨害することが示されている。ロットレリンはまた、高用量においてミトコンドリアを脱共役させ、その結果ミトコンドリア膜電位の脱分極が起こる。ロットレリンは、ATPレベルを低下させ、5'-AMP活性化プロテインキナーゼを活性化し、活性酸素種 (ROS) のミトコンドリア生産に影響を与えることが明らかにされている。結果に影響し得るPKCδ非依存的な生物学的、生化学的過程が存在するため、ロットレリンがPKCδの選択的阻害剤であるとはとても言えない。なぜロットレリンがPKCδを阻害するのかについては、ロットレリンがATPレベルを減少させ、PKCδに存在するチロシンのリン酸化および活性化を妨害するという機構が提唱されている。
1994年の論文で使用されたrottlerinには不純物が含まれており、PKCδに対する阻害はこの不純物によるものであることがLC Laboratoriesの実験によって示唆されている。このためLC Laboratoriesはロットレリンの販売を停止した。

## クスノハガシワ
クスノハガシワ（Mallotus philippensis）は東南アジアに生育している。この樹木の果実はカマラ（kamala）と呼ばれる赤い粉で覆われており、地元では繊維を染めるための染料として使用されたり、緩下剤効果を示すため条虫を駆除するための民間薬としても使用されている。その他の使用例には皮膚疾患、眼の疾患、気管支炎、腹部疾患、脾腫大があるが、科学的な証拠は存在しない。